# 8386 Vanvinckenroye
8386 Vanvinckenroye è un asteroide della fascia principale. Scoperto nel 1993, presenta un'orbita caratterizzata da un semiasse maggiore pari a 2,9181790 UA e da un'eccentricità di 0,0497591, inclinata di 1,65054° rispetto all'eclittica.